# ملعب الفلبين الرياضي
ملعب الفلبين الرياضي هو ملعب كرة قدم يستضيف مسابقات ألعاب القوى، يقع في مدينة فيكتوريا، بولاكان، الفلبين، يتسع لـ 20000 متفرج. تم وضع حجر الأساس للملعب في 17 أغسطس 2011. بدأ بناؤه في 17 أغسطس 2011 وافتتح في 21 يوليو 2014.

## أهم الأحداث التي استضافها
- بطولة اتحاد آسيان لكرة القدم 2016